# Ulomyia hirta
Ulomyia hirta är en tvåvingeart som först beskrevs av Szabo 1960.  Ulomyia hirta ingår i släktet Ulomyia och familjen fjärilsmyggor. Inga underarter finns listade i Catalogue of Life.